# Fang Lijun
Fang Lijun, né en 1963 (Handan, province Hebei, Chine) est un peintre et graveur qui appartient à la jeune génération de l'avant-garde contemporain chinoise.
Il est l'un des artistes chinois vivant les plus connus, et également l'un des plus chers.

## Biographie
Fang Lijun suit une formation de 1980 à 1983 à l'Université d'Hebei des Arts Décoratifs, section céramique, et étudie la gravure sur bois.
En 1985, il travaille dans une agence de publicité de Handan (Province d'Hebei), avant d'intégrer la même année l'Académie des Beaux-arts de Pékin, dont il sort diplômé en 1989.
Il est un des initiateurs du mouvement pictural chinois du réalisme cynique, qui s'est développé après le massacre du 4 juin 1989, mettant fin aux manifestations de la place Tian'anmen.
Dans la première moitié des années 1990, il s'installe à Yuanmingyuan, à côté de l'Ancien palais d'été de Pékin, dans un "village d'artistes" où les peintres se rassemblent après 1989. Vers 1995, il quitte ce quartier devenu trop fréquenté pour Tongxian, à l'est de Pékin.

## Œuvres
Son image de marque est un Chinois chauve, à la peau jaune ou rosée, au visage bouffi et aux traits épais. Son air rogue et son allure négligée et trainante montrent un homme déboussolé. Il est peint la bouche grande ouverte, en baillant d'ennui ou hurlant de douleur. Qu'il soit seul ou multiplié comme des clones, son attitude est celle d'un homme abattu par les épreuves, terrifié par une menace invisible ou découragé par un avenir sans espoir.
- Series 2, N° 2, 1991-92, huile sur toile, 200 × 230 cm, Musée Ludwig, Cologne.
- Series 2, N°4, 1992, huile sur toile (Ullens Center for Contemporary Art de Pékin)
- Series n°3, 1992, huile sur toile (musée des arts asiatiques de Fukuoka)

## Expositions notables
- 1995 : « Fang Lijun », Galerie Bellefroid, Paris, France (personnelle)
- 1996-1997 : « China », Kuntzmuseum, Bonn, Allemagne
- 1998 : « From Beijing to Amsterdam and Back », Stedelijk Museum, Amsterdam, Pays Bas (personnelle)
- 1999 : « APERTutto », 48e Biennale de Venise, Italie
- 2003 : « Alors la Chine? », Centre Pompidou, Paris, France
- 2005 : « New Work / New Acquisitions », MoMA, New York, États-Unis
- 2006 : « Fang Lijun Today », Today Art Museum, Pékin, Chine (personnelle)
- 2006 : « Life is now », Galeri Nasional, Jakarta, Indonésie (personnelle)
- 2007 : « China, Facing Reality », MUMOK, Museum Moderner Kunst Stiftung Ludwig, Vienne, Autriche
- 2008 : « China, Facing  Reality », NAMOC, Musée d'Art national de Chine, Pékin, Chine
- 2009-2010 : « The Thread of Time », Guangzhou Museum of Art, Chine